# Lymphome diffus à grandes cellules B
 Mise en garde médicale
Le lymphome diffus à grandes cellules B (LDGC-B) est un cancer des lymphocytes B, un type de globule blanc du système immunitaire adaptatif chargé de produire des anticorps. Longtemps considéré comme une entité unique, c'est un ensemble de pathologies aux causes, aspects cliniques et traitements diversifiés, qui a vu s'affiner ses sous-classifications en 2024.   

## Épidémiologie
C'est le type de lymphome non hodgkinien le plus fréquent chez l’adulte, avec une incidence de 7 à 8 cas pour 100 000 personnes aux USA,. Ce cancer touche principalement les individus âgés, avec un âge médian de diagnostic d'environ 70 ans. Il peut toucher des enfants ou de jeunes adultes dans de rares cas.  
Son incidence est estimée à 150 000 cas dans le monde en 2024

## Classification OMS
L'OMS dans les quatrième et cinquième éditions distingue différentes formes de l'entité nosocomiale.

## Manifestations
Le LDGC-B est une tumeur agressive qui peut émerger pratiquement en tout point du corps et le premier signe de la maladie est typiquement une masse croissant rapidement, parfois associée avec une fièvre associée aux symptômes B [pas clair] , une perte de poids et de sueurs nocturnes.

## Causes et facteurs de risque
Les causes des lymphomes diffus à grandes cellules B ne sont pas bien connues et sont très probablement multifactorielles, avec une participation génétique. Généralement les LDGC-B se produisent sur des lymphocytes B normaux, mais il peut aussi résulter d'une transformation maligne d'autres types de lymphomes ou leucémie. Une immunodéficience sous-jacente est un facteur de risque significatif. Une infection par le virus d'Epstein-Barr (EBV) peut aussi contribuer au développement de certains types de LDGC-B.

## Mécanismes moléculaires
L'interaction entre la signalisation NF-κB et la voie de signalisation PI3K/AKT dans le lymphome diffus à grandes cellules B est un phénomène important. La prolifération et la survie des cellules activées du lymphome diffus à grandes cellules B  nécessitent une signalisation active du récepteur des cellules B, et l'activation de la signalisation NF-κB est détectée dans environ 10 % des cellules activées. La cascade de signalisation NF-κB a été suggérée comme cible potentielle pour le traitement du lymphome diffus à grandes cellules B ,. Des découvertes récentes ont révélé que la phosphoinositide 3-kinase  active la signalisation NF-κB et le copanlisib, un inhibiteur de la phosphoinositide 3-kinase peut bloquer efficacement la double  signalisation PI3K/AKT - NF-κB dans les  cellules activées du lymphome diffus à grandes cellules B , conduisant à une régression tumorale . L'inhibition du phosphoinositide 3-kinase dans le lymphome diffus à grandes cellules B s'est également avérée diminuer l'activité de NF-κB . 

## Diagnostic
Le diagnostic du LDGC-B s'effectue en prélevant par biopsie une partie de la tumeur puis en examinant les tissus au microscope. Différents sous-types de LDGC-B ont été identifiés, ayant chacun une présentation clinique et un pronostic différent. Les formes, dites à « centre germinal », ont un meilleur pronostic.
L'étude de la présence de variants de certains gènes peut aider à la classification mais n'est pas faite de manière courante.
La tomographie par émissions de positons permet de faire le bilan d'extension de la maladie. Une atteinte de la moelle osseuse aggrave le pronostic.
Plusieurs scores ont été développées, basées sur l'âge du patient, le taux de LDH, la classification d'Ann Arbor (localisation et diffusion des atteintes) et les symptômes, permettant de classer le lymphome suivant sa gravité.

## Traitement
Le traitement est le même, quelle que soit sa forme, à savoir une chimiothérapie combinant plusieurs médicaments (de type CHOP ou ACVBP), souvent associée avec un traitement par des anticorps monoclonaux ciblant les cellules de la tumeur, le rituximab. Grâce à ces traitements, plus de la moitié des patients peuvent être guéris en 2012 avec un taux de survie à 5 ans d'environ 58 % chez le patient âgé en 2005.
Le lénalidomide s'est révélé prometteur dans le traitement du lymphome diffus à grandes cellules B. Son effet antitumoral dans les cellules du lymphome diffus à grandes cellules B est associé à la régulation négative du facteur 4 régulateur de l'interféron et à l'inhibition de l'activité NF-κB dépendante du récepteur des cellules B .